# Randers Stadsarkiv
Randers Stadsarkiv blev oprettet i 1954 under navnet Randers Lokalhistoriske Arkiv. Det tog navneforandring i 2013. Det har siden 1969 ligget i Kulturhuset i Stemannsgade. Arkivet er i dag en afdeling i Museum Østjylland.
Arkivets oprettelse må især tilskrives kontorchef Povl von Spreckelsen. Von Spreckelsen var cand. jur. og kom i 1916 til Randers for at tiltræde en stilling som byrådssekretær. Han kom fra Viborg og havde den bagage med, at han var interesseret i lokalhistorie. Von Spreckelsen kom ret hurtigt med i det lokalhistoriske arbejde. Da Aage Brunoe lavede sin "Historisk – topografisk beskrivelse af Randers", der udkom i 1924, blev von Spreckelsen opfordret til at skrive nogle afsnit. Senere begyndte Spreckelsen at samle alt, hvad han faldt over af lokalhistorisk stof. Han begyndte at ordne og registrere de mange notater, som Kulturhistorisk Museum Randers havde liggende. Disse notater, bl.a af lokalhistorikeren R.H. Bay, blev gjort tilgængelige igennem flere avisartikler, ligesom noget af stoffet blev brugt til de byhistoriske skuespil, som Spreckelsen skrev i årene omkring byens 650-års jubilæum.
Den helt store lokalhistoriske opgave fik von Spreckelsen, da byrådet i 1942 bad ham om at være redaktør på det samlede værk om Randers Købstads Historie, som skulle udkomme i forbindelse med købstadsjubilæet i 1952.
Det var i forbindelse med arbejdet på dette værk, at von Spreckelsen fik ideen til oprettelsen af et byhistorisk arkiv. Han var klar over, at der rundt omkring, ude hos folk, virksomheder, foreninger, offentlige institutioner og andre steder, lå en masse materiale af lokalhistorisk interesse, som burde bevares for eftertiden. Han vidste, at hvis dette ikke blev indsamlet ville det gå tabt, f.eks når pårørende skulle rydde et dødsbo eller ved almindelig kassation. Dette materiale skulle indsamles og bevares, så historisk interesserede kunne få adgang til det.
Det lykkedes, og da kirkekontoret i 1954 flyttede fra rådhuset, blev de ledige lokaler stillet til von Spreckelsens rådighed. Arkivet blev oprettet som en afdeling af Randers Museum, som von Spreckelsen var formand for.
I 2013 fik arkivet status som kommunearkiv og ændrede samtidig navn fra Randers Lokalhistoriske Arkiv til Randers Stadsarkiv. Ændringen betød, at arkivet i henhold til Arkivlovens § 7 også har til opgave at bevare dokumenter skabt i den kommunale forvaltning.